# فرودگاه وایت والت‌هام
فرودگاه وایت والت‌هام (به انگلیسی: White Waltham Airfield) یک فرودگاه خصوصی است که یک باند فرود چمن دارد و طول باند آن ۱۱۱۰ متر است. این فرودگاه در کشور انگلستان قرار دارد و در ارتفاع ۴۱ متری از سطح دریا واقع شده است.